# Szinyei Endre
Szinyei Endre (Luka, 1837. november 12. – Sárospatak, 1909. május 9.) református főgimnáziumi tanár, Szinyei Gerzson testvéröccse.

## Élete
Szinyei András református lelkész és Sárkány Zsuzsánna fia. 1846-47-ben Sárospatakon végezte népiskolai tanulását és 1847-ben átlépett a gimnáziumba; a szabadságharc után ugyanott folytatta tanulmányait és 1857-ben az akadémiába vétetett fel, amikor a bölcseleti és hittudományokat hallgatta 1861-ig. Ekkor özvegy gróf Bethlen Pálné gyermekeihez Pestre ment nevelőnek, ahol egyúttal az egyetemen a bölcseletet, a görög és latin filológiai tudományokat négy évig hallgatta. 1868-ban a sárospataki gimnázium tanárának választották meg, ahol a latin és görög nyelvet tanította. Nyugalomba vonult 1893-ban.

## Művei
- Görög-magyar szótár. 2. kiadás. Sárospatak, 1875. (Soltész Ferencczel).
- Görög nyelvtan Koch Ernő után fordítási gyakorlatokkal és szótárral. Uo. 1888. (Gymnasiumi Könyvtár XII. Ism. Tanáregylet Közlönye 1899).